# Cladonota albofasciatus
Cladonota albofasciatus är en insektsart som beskrevs av Goding. Cladonota albofasciatus ingår i släktet Cladonota och familjen hornstritar. Inga underarter finns listade i Catalogue of Life.